# Nos plus belles vacances (série télévisée)
Pour les articles homonymes, voir Nos plus belles vacances.
Nos plus belles vacances est une série télévisée française en quatorze épisodes de 20 minutes, diffusée du 30 juin au 16 juillet 1997 sur France 3, dans l'émission Les Minikeums. Elle a également été rediffusée pendant l'été 1998 sur France 3, dans Les Minikeums puis à l'été 2006 sur Canal J.
Au Québec, elle a été diffusée à partir du 10 décembre 1997 à la Télévision de Radio-Canada.

## Synopsis
Cette série met en scène un groupe d’enfants âgés de huit à treize ans en colonie dans un camp de vacances situé dans une abbaye durant l'été.
Dans le premier épisode, Bruno, le moniteur de la colonie, doit partir d'urgence à cause de problèmes familiaux et Léo, un des enfants du groupe, s’arrange pour qu'il n'y ait pas de remplaçant, et ils se retrouvent ainsi seuls à l'abbaye.
Les enfants se retrouvent chaque jour dans une grotte située derrière l'abbaye et échangent leur fameux : « Je jure de garder le secret de l'abbaye, de ne dire à personne que Bruno est parti, que je sois englouti si j'ai menti, on est ici pour s'amuser, rigoler, et que tous ensemble réunis, on passe les plus belles vacances de notre vie ! ».
Quel enfant n'a pas rêvé d'un monde sans adultes, sans autorité ni contraintes ? Une utopie qui va ainsi devenir réalité pour ce groupe d'enfants, le temps d'un camp d'été. Ils sont bien décidés à mettre tous les moyens en œuvre pour que personne ne vienne troubler leurs vacances ! Mais passée l'ivresse de la liberté, il leur faut affronter la dure réalité, et apprendre les gestes de la vie : se nourrir, protéger les plus petits, affronter les dangers… et, déjà, maîtriser les luttes de pouvoirs internes. Les enfants vont aussi, au cours de leurs deux mois de vacances, vivre de nombreuses aventures toutes plus passionnantes les unes que les autres.

## Distribution

### Acteurs principaux
| Acteur / actrice | Personnage   | Caractéristique                | Épisodes                   | Notes      |
| ---------------- | ------------ | ------------------------------ | -------------------------- | ---------- |
| Dominique Jacson | Luc          | « Toujours tête en l’air »     | 1, 2, 4, 6, 7, 8, 10 & 13  |            |
| David Babin      | Maxime       | « Le frimeur »                 | 1, 2, 4, 7, 8, 10 & 13     |            |
| Azur Guillier    | Sophie       | « La petite souris »           | 1, 2, 9 & 11               |            |
| Julie Boulanger  | Amandine     | « La plus casse-cou »          | 1, 2, 4, 7, 8, 10 & 13     |            |
| Adeline Bodo     | Noémie       | « Une vraie peste »            | 1, 2, 4, 6, 7, 8 & 13      | [ note 1 ] |
| Mathurin Petit   | Pierre       | « Râleur et super trouillard » | 1, 2, 6, 8 & 13            | [ note 2 ] |
| Cedric Frouin    | Antoine      | « Le débrouillard »            | 3, 5, 9, 11, 12 & 14       | [ note 3 ] |
| Élise Tayar      | Malika       | « Douce et coquette »          | 1, 2, 3, 5, 9, 11 & 12     |            |
| Christina Barjet | Juliette     | « La raisonnable »             | 1, 2, 3, 5, 9, 11, 12 & 14 |            |
| Jan Vancoillie   | Léo Vaillant | « Le petit délinquant »        | 1, 2, 3, 5, 9, 11, 12 & 14 |            |

Notes :
1. ↑  Noémie est la grande sœur de Pierre dans la série.
2. ↑  Pierre est le petit frère de Noémie dans la série.
3. ↑  Antoine n'est pas un enfant faisant partie de la colonie mais habite dans une ferme proche de l'abbaye. Il partage néanmoins le secret avec les autres enfants et apparaît à partir de l'épisode 3.

### Acteurs épisodiques
- Arsène Jiroyan : Bruno Marin, le moniteur (1)
- Alan Chambonnier : Serge, le raquetteur (4)
- Daniel Dubuet : L'ouvrier agricole (5)
- Barbara Chenal : Marie (6)
- Marc Rioufol : Le père de Marie (6)
- Joe Sheridan : John, l'Anglais (7)
- Esther Wilcox : Mary, l'Anglaise (7)
- Jean-Yves Chilot : Le père de Sophie (9)
- Marina Monçade : La mère de Sophie (9)
- Olivier Vaillant : Thierry, le grand frère d'Antoine, faux moniteur (9)
- Christian Mulat : Le braconnier (10)
- Bernard Rosselli : Le vigile (12)
- David Law : Max (14)
- Cylia Malki : Barbara (14)

## Tournage
L'action principal de la série se situait à Mériel, dans le Val d'Oise, aux alentours de l’abbaye Notre-Dame du Val.

## Épisodes
1. Le Départ de Bruno
2. La Campagne
3. L'Arrivée d'Antoine
4. L'Enquête
5. Pour ou contre
6. Pierre et le chien
7. Les Anglais en vacances
8. Profit personnel
9. L'Anniversaire de Sophie
10. Le Piégeur piégé
11. L'Équimobile
12. Le Vol
13. La Grotte des pèlerins
14. La Montgolfière

### Résumé des épisodes

#### Épisode 1
Les neuf enfants découvrent le camp de vacances dans lequel ils vont vivre pendant deux mois sous la tutelle de Bruno, le sympathique moniteur de la colonie. Léo et Juliette découvrent parallèlement une grotte secrète abandonnée dernière l'abbaye et accessible notamment depuis la cuisine. Très vite, les enfants entendent une discussion entre le moniteur et le médecin par téléphone lui annonçant que sa maman est souffrante. Les enfants convinrent alors Bruno de partir la rejoindre au Canada. Léo annonce à Bruno juste avant son départ que le directeur va envoyer un remplaçant qui va arriver dans quelques heures. Une fois le taxi venu chercher Bruno, Léo annonce aux autres enfants qu'il a finalement dit au directeur que Bruno n'était pas parti, de peur qu'il ne soit pas remplacé et que les vacances soient écourtées. Inquiets au départ, les enfants décident ensuite finalement de s'unir et se retrouvent dans la grotte secrète pour promettre de ne jamais révéler à personne que Bruno est parti et qu'ils se retrouvent seuls afin de passer les plus belles vacances de leur vie.

#### Épisode 2
Deux jours après le départ de Bruno, l'organisation manque à l'abbaye. Juliette décide alors d'élire un chef pour prendre en charge le groupe, mais Maxime s'y oppose, pensant qu'un responsable serait plus le bienvenu, et que des règles imposées seraient inutiles. Juliette et Maxime décident alors eux seuls de se présenter à l'élection du responsable en préparant une campagne avec des affiches. Juliette axe cette dernière sur l'organisation et les règles tandis que Maxime l'axe en particulier sur des promesses et du chantage ce qui le fera être élu à l'issue d'un débat dans un premier temps, mais très vite les enfants demanderont sa démission en raison de son manque de responsabilité.

#### Épisode 3
Antoine, un garçon habitant dans une ferme proche de l'abbaye, espionne Juliette, Malika et Léo prêtant serment dans la grotte secrète. Ces derniers entendent du bruit mais ne voient rien. Au cours de l'épisode, Malika fait une balade à vélo dans la forêt et a un problème avec le dérailleur, Antoine lui propose alors son aide. Plus tard, Antoine se faufile dans le cabanon des enfants et il se fait surprendre par Juliette et Léo qui pense d'abord qu'il s'agit d'un voleur. Inquiétés par le non-retour de Malika à nouveau partie en promenade dans les bois, Juliette décide de faire équipe avec Antoine pour essayer de la retrouver, malgré les doutes de Léo sur le garçon. Finalement, Antoine retrouve Malika tombée dans une botte de foin et deviendra ami avec Léo, les trois enfants lui confiant même le secret qui les unis.

## Remarques
- Dans les deux premiers épisodes de la série, tous les enfants apparaissent, excepté Antoine qui apparaît uniquement à partir du troisième épisode (Antoine ne faisant pas partie du camp de vacances, mais y habitant à proximité).
- À partir du troisième épisode, les enfants sont divisés en catimini en deux groupes : d'un côté celui composé de Léo, Malika, Juliette, Antoine et Sophie et d'un autre celui composé de Maxime, Noémie, Amandine, Pierre et Luc. Ils n'apparaissent alors plus tous ensemble dans la série.
- Ainsi, les protagonistes différent selon les épisodes en alternance, et tous les enfants d'un même groupe n'apparaissent pas systématiquement dans les épisodes. Par exemple Pierre n'apparaît pas avec son groupe dans l'épisode L’Enquête, ni Sophie avec le sien dans l'épisode Pour ou contre, etc.
- Antoine n'a ainsi jamais été vu avec les enfants Maxime, Noémie, Amandine, Pierre et Luc mais on sait qu'ils connaissent son existence car ils le citent à plusieurs reprises dans quelques épisodes.
- Aucune allusion n'est faite aux enfants absents dans les épisodes, à l'exception de Pierre qui est cité brièvement par Léo à Sophie dans l'épisode L'Anniversaire de Sophie et Luc cité de manière brève également par Sophie dans l'épisode L'Équimobile.